# Pentecoste (antica Grecia)
La pentecoste (in greco antico: πεντηκοστή?, pentekosté, "un cinquantesimo") era, nell'antica Atene, un dazio doganale del 2% applicato probabilmente a tutte le importazioni e le esportazioni.

## Descrizione
Si sa che la pentecoste era applicata ai tessuti di lana e ad altri manufatti, sull'ocra rossa, sul bestiame e sul grano; quest'ultimo, però, poteva solo essere importato, dato che dai tempi di Solone ne era proibita l'esportazione.
Il pagamento del tributo (in greco antico: πεντηκοντεύεσθαι?) avveniva al momento dello scarico per le importazioni, quando salpava la nave per le esportazioni.
La riscossione del tributo era appaltata dai poleti (in greco antico: πωληταί?) ai migliori offerenti sotto la supervisione dell'ecclesia, probabilmente di anno in anno. Coloro che facevano parte della compagnia che riceveva l'appalto erano detti teloni (in greco antico: τελῶναι?) e il loro presidente era detto arcone (in greco antico: ἀρχώνης?).
Non si sa se i dazi sulle varie merci erano appaltati insieme o separatamente; Demostene afferma che quelli sul grano erano distinti dagli altri, mentre Andocide sostiene il contrario.
Coloro che riscuotevano il tributo, i pentekostologoi (in greco antico: πεντηκοστολόγοι?), tenevano dei registri (in greco antico: ἀπογραφή?), registri ai quali fa appello Demostene nella sua orazione Contro Formio.